# Louis Georges Brillouin
Pour les articles homonymes, voir Brillouin.
Louis Georges Brillouin, né le 23 avril 1817 à Saint-Jean-d'Angély et mort le 22 novembre 1893 à Saint-Martin-lès-Melle, est un peintre français.

## Biographie
Louis Georges Brillouin est le fils de Louis Brillouin, percepteur, et de Marguerite Sorin.
Élève de Martin Drölling et de Louis-Nicolas Cabat, il expose au Salon de 1843 à 1893. Il expose également au salon de Bruxelles de 1866 quatre scènes de genre : Scène de tripot, La gazette, Rendez-vous de chasse et La partie de cartes, pour lesquelles il obtient une médaille d'or,.
En 1854, il épouse Marie Andrault.
Il obtient une troisième médaille à Paris en 1874.
Il est membre et secrétaire rapporteur du comité de l'Association des artistes peintres.
Il meurt à son domicile, à l'âge de 76 ans.

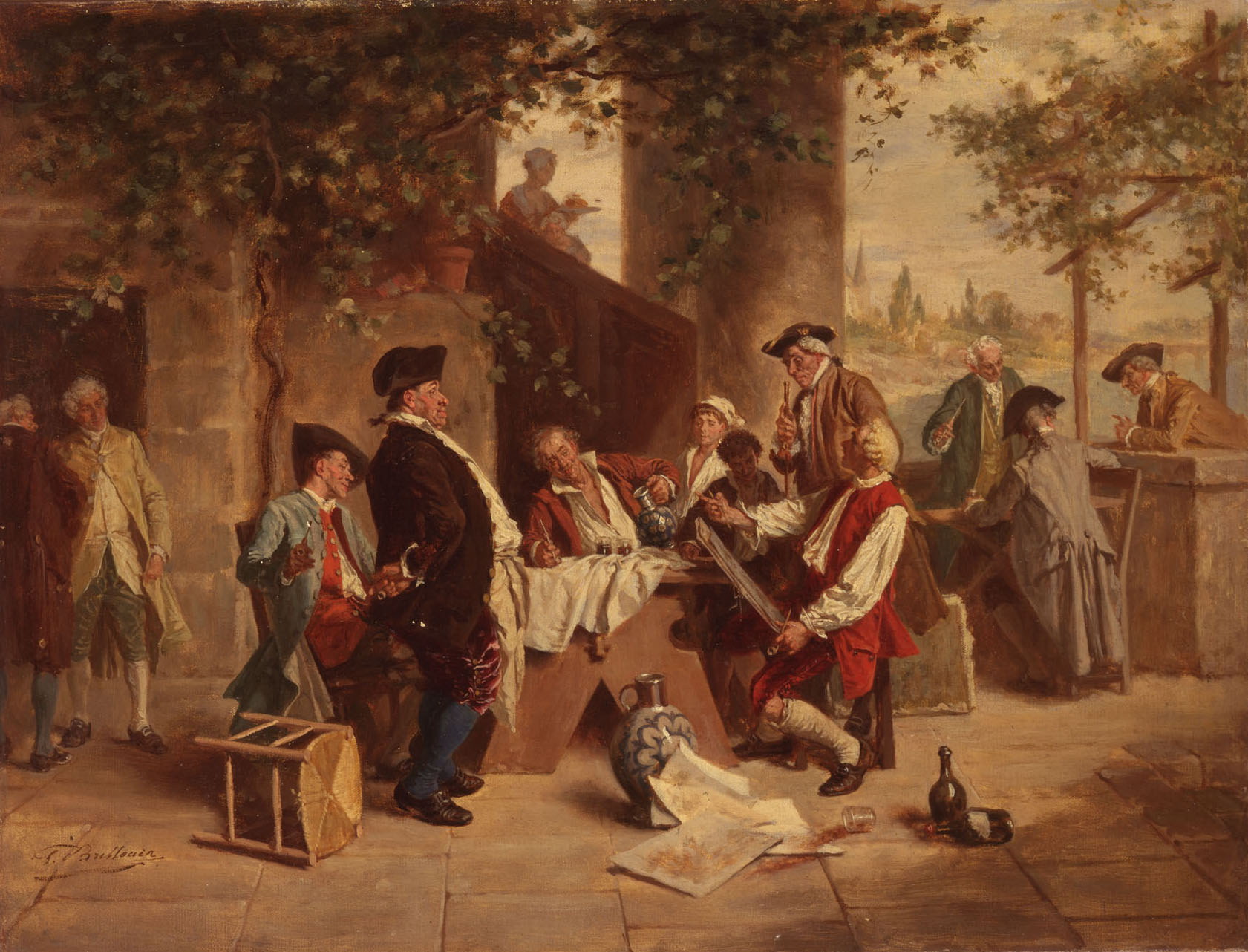
La contribution de Lantora, Musée d'Amsterdam.

## Honneur
Chevalier de l'ordre de Léopold (Belgique, 9 novembre 1869).

## Collections publiques
- Portrait du Président Mesnard, Chambéry, musée des Beaux-Arts.
- Pins et dunes à Royan, Reims, musée des Beaux-Arts.
- Ruines d'un temple, Besançon, musée des Beaux-Arts et d'Archéologie.
- Chaumière dans un paysage nocturne, Arbois, musée Sarret de Grozon.
- L'éducation du prince ou Le portrait de l'hôte, Niort, Musée Bernard d'Agesci.
- Les prédictions de Nostradamus ou L'almanach nouveau, Niort, Musée Bernard d'Agesci.
- Le joueur de mandoline ou L'attente, Niort, Musée Bernard d'Agesci.
- La famille du condamné attendant l'heure des derniers adieux, Niort, Musée Bernard d'Agesci.
- Paysage italien, Niort, Musée Bernard d'Agesci.
- La fin du voyage, Niort, Musée Bernard d'Agesci.
- La contribution de Lantora, Musée d'Amsterdam.